# Leergame
Een leergame is een (computer)spel die de gebruiker ondersteunt in het leren. 

## Metacognitie
Een leergame heeft één of meerdere leervaardigheden als leerdoel en niet zoals een educatieve game een bepaald onderwerp of vak. Een leergame leert de gebruiker door de inzet van leertechnologie de gebruiker om succesvoller te leren. De reden hiervoor is meestal om de gebruiker meer regie te kunnen geven over zijn eigen leren wat vaak vereist is bij minder traditionele onderwijsvormen. De leergame kan daartoe (aanvankelijk) sturend zijn als het gaat om het aanwakkeren van metacognitie. Om het leren leren als onderwerp aantrekkelijker aan te bieden wordt vaak gekozen voor speels leren middels een computergame.